# Georges Kaeckenbeeck
Georges Sylvain François Charles Kaeckenbeeck (* 30. Mai 1892 in Saint-Gilles/Sint-Gillis; † 6. März 1973 in Territet) war belgischer Jurist und Politiker. Er war 1918 bis 1920 Berater im belgischen Außenministerium. Bis 1922 war er danach Mitglied der juristischen Abteilung des Generalsekretariats des Völkerbundes. 1922 bis 1937 war er Vorsitzender des deutsch-polnischen Schiedsgerichts für Oberschlesien, zwischen 1937 und 1939 Professor am Genfer Hochschulinstitut für internationale Studien. Ab 1940 war Kaeckenbeeck Berater der belgischen Exilregierung unter Hubert Pierlot in London. 1945 wurde er Minister und Vertreter Belgiens bei den Vereinten Nationen. Von 1949 bis 1953 war er Generalsekretär der Internationalen Ruhrbehörde in Düsseldorf. Im Oktober 1955 wurde Kaeckenbeeck Vorsitzender des Lenkungsausschusses der Truppenvertragskonferenz in Bonn, die den rechtlichen Rahmen der Stationierung von NATO-Truppen in Deutschland bestimmte, vergl. dazu NATO-Truppenstatut.

## Werke
- La protection internationale des droits acquis, Paris: Libr. du Rec. Sirey, 1937
- The international Experiment of Upper Silesia, London: Oxford University Press, 1942